# Biserica „Înălțarea Domnului” din Rîșcova
Biserica „Înălțarea Domnului” cu monumentele funerare este o biserică amplasată în Rîșcova, raionul Criuleni, Republica Moldova. Este un monument istoric și arhitectural de importanță națională inclus în Registrul monumentelor Republicii Moldova ocrotite de stat cu nr. 353 (raionul Criuleni). Ansamblul datează din anii 1930, iar biserica propriu-zisă din 1912-1928.